# Siècle d'humiliation

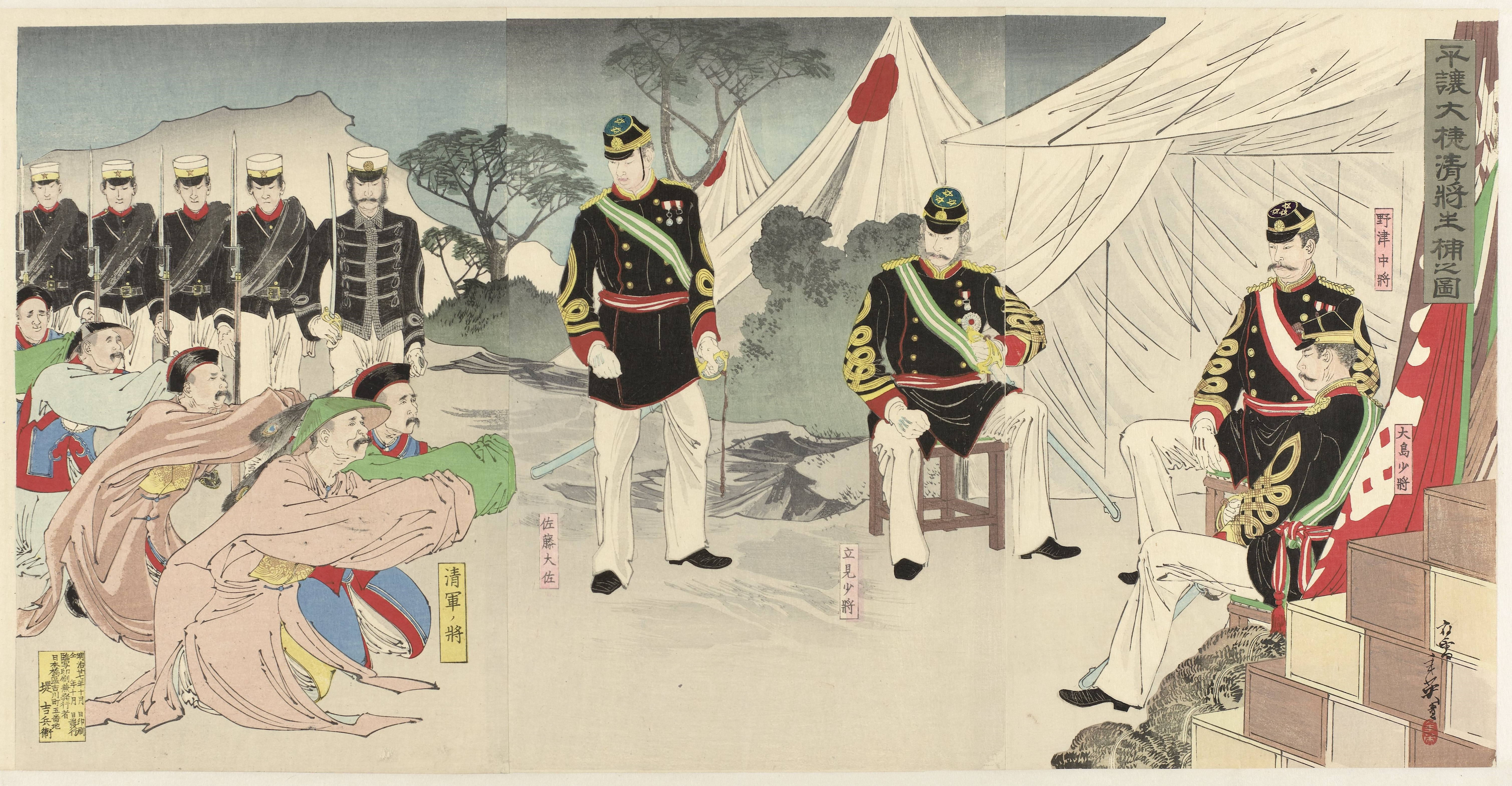
Reddition du commandement chinois au Japon lors de la première guerre sino-japonaise en 1894.

Le siècle d'humiliation, aussi appelé les cent ans d'humiliation nationale (en mandarin 百年国耻 Bǎinián Guóchǐ), est le terme utilisé en Chine pour désigner la période d'intervention et de subjugation de la dynastie Qing et de la république de Chine par les puissances occidentales et le Japon de 1839 à 1949.
Le terme est apparu en 1915, dans l'atmosphère de la montée du nationalisme chinois s'opposant aux Vingt et une demandes formulées par le gouvernement japonais et à leur acceptation par Yuan Shikai. Par la suite, le Kuomintang (Parti nationaliste chinois) et le Parti communiste chinois ont tous deux popularisé cette expression.
On place généralement la fin de cette période d'humiliation à l'établissement de la République populaire de Chine en 1949. Cependant, certains intellectuels et hommes politiques chinois affirment qu'elle ne prendra vraiment fin qu'avec la reprise de Taïwan.

## Histoire

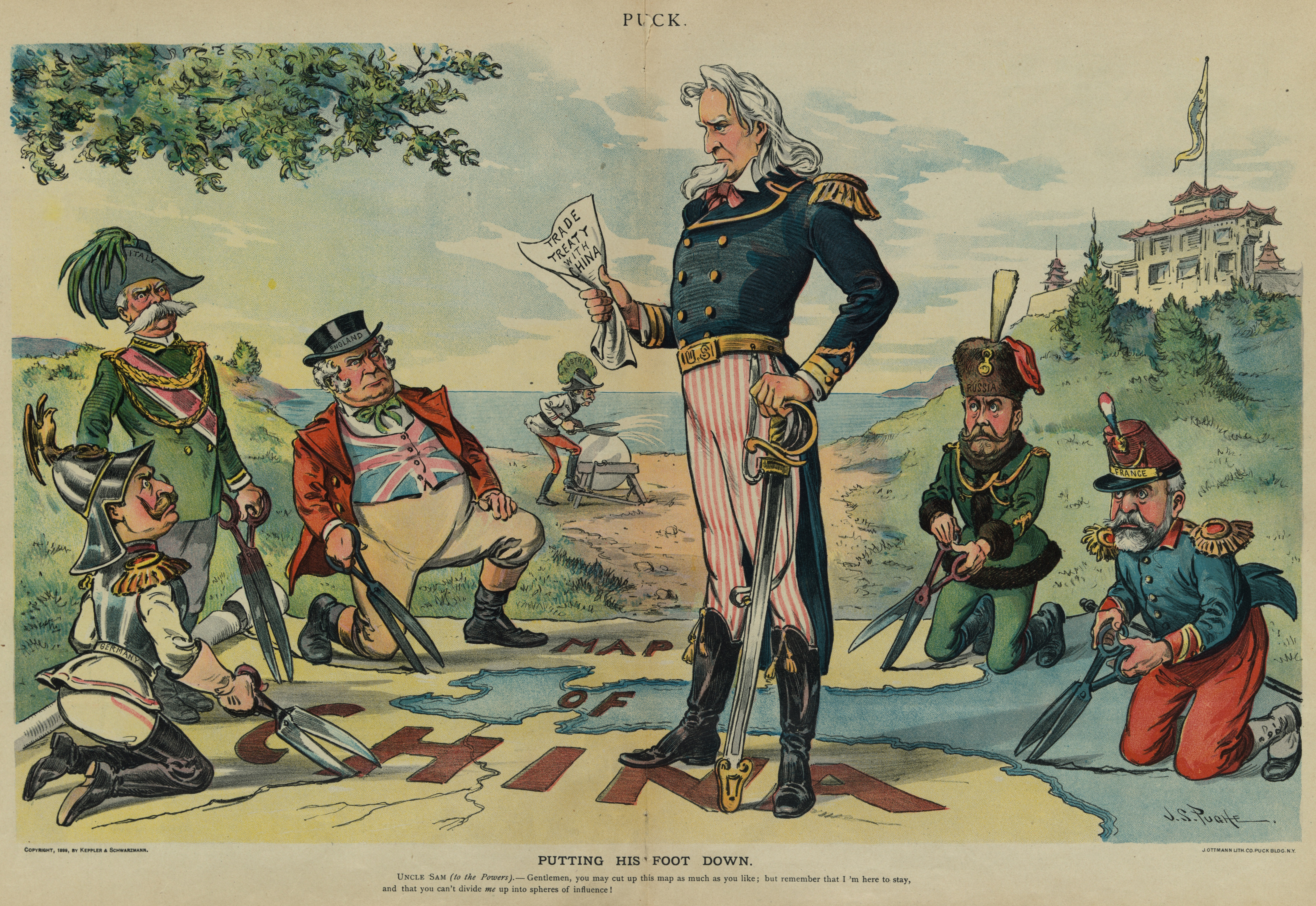
Les grandes puissances prévoient de découper la Chine pour elles-mêmes. Les États-Unis, l'Allemagne, l'Italie, le Royaume-Uni, la France, la Russie et l'Autriche sont représentés par Guillaume II, Humbert Ier, John Bull, François-Joseph Ier (à l'arrière-plan), l'oncle Sam, Nicolas II, et Émile Loubet. Puck du 23 août 1899, par J. S. Pughe.

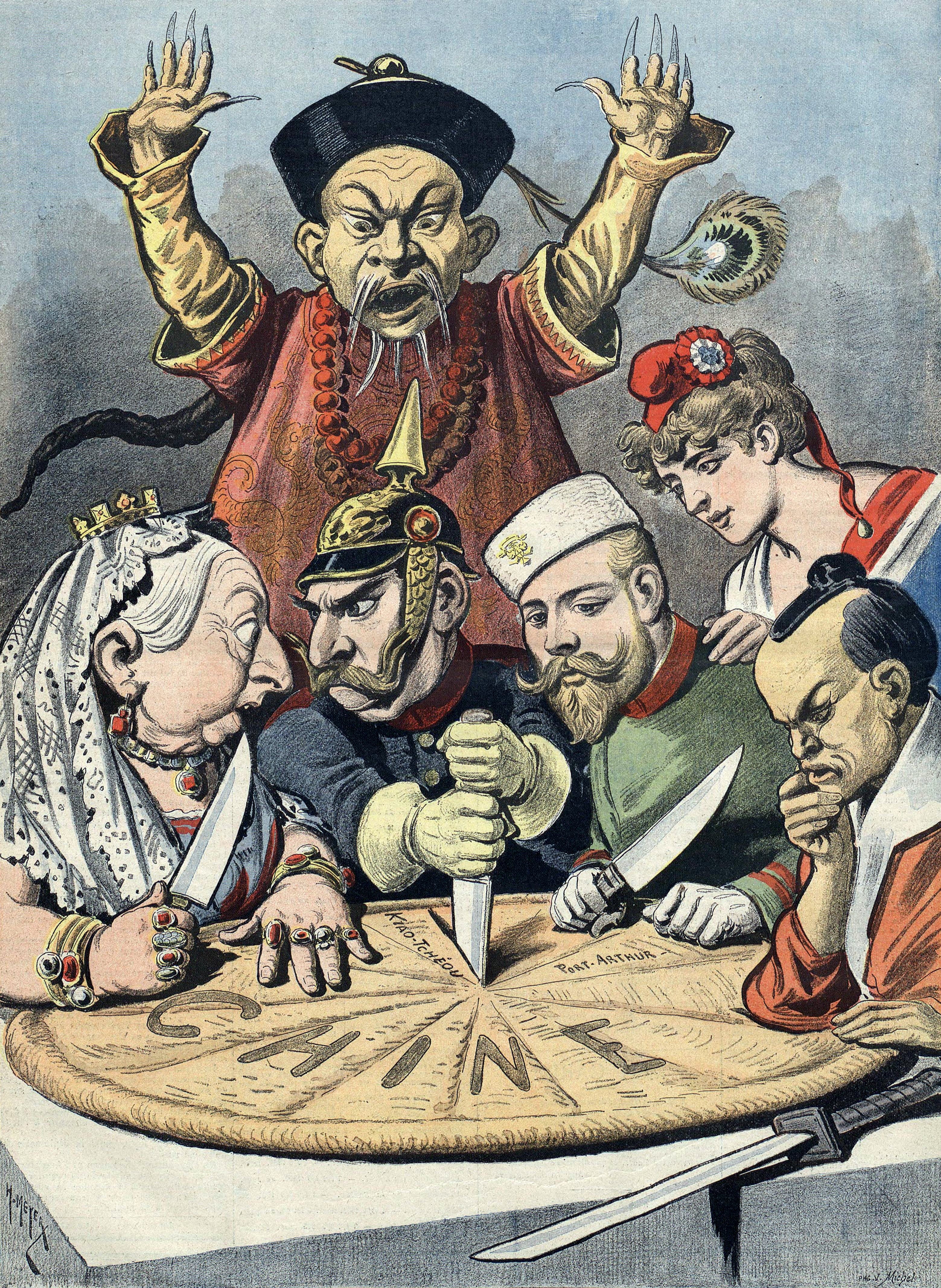
Caricature politique représentant la reine Victoria (Grande-Bretagne), Guillaume II (Allemagne), Nicolas II (Russie), Marianne (France) et un samouraï (Japon) divisant la Chine.

Les nationalistes chinois des années 1920 et 1930 datent le début du siècle d'humiliation au milieu du XIXe siècle, à la veille de la première guerre de l'opium et l'effondrement politique de la Chine des Qing  qui a suivi.
Les défaites face aux puissances étrangères citées dans le cadre du siècle d'humiliation sont les suivantes :
- La défaite lors de la première guerre de l'opium (1839-1842) face aux Britanniques.
- Les traités inégaux (en particulier ceux de Nankin, Huangpu, Aïgoun et Shimonoseki).
- La défaite lors de la seconde guerre de l'opium (1856-1860) et saccage de l'ancien palais d'été par les forces britanniques et françaises.
- La signature du traité d'Aïgoun (1858) et du traité de Pékin (1860) durant la seconde guerre de l'opium, qui cède la Mandchourie extérieure à la Russie.
- La défaite partielle lors de la guerre franco-chinoise (1884-1885), qui fait perdre à la Chine sa suzeraineté sur le Viêt Nam et son influence dans la péninsule indochinoise.
- La défaite lors de la première guerre sino-japonaise (1894-1895) face au Japon.
- L'invasion de l'Alliance des huit nations pour réprimer la révolte des Boxers (1899–1901) et le protocole de paix Boxer qui en résulte et qui impose des réparations dépassant les recettes fiscales annuelles du gouvernement[4].
- L'invasion russe de la Mandchourie (1900)[5],[6].
- L'expédition militaire britannique au Tibet (1903-1904)[7].
- Les Vingt et une demandes (1915) pour un prêt avantageux et le contrôle du gouvernement local par le Japon.
- Le traité de Versailles (1919) par lequel le territoire allemand en Chine est remis au Japon et qui conduit au mouvement du 4 Mai.
- L'invasion japonaise de la Mandchourie (1931–1932).
- La seconde guerre sino-japonaise (1937–1945).

Au cours de cette période, la Chine subit une fragmentation interne majeure, perd presque toutes les guerres qu'elle mène et est souvent contrainte d'accorder d'importantes concessions aux grandes puissances par des traités inégaux. Dans de nombreux cas, la Chine est forcée de payer d'importantes indemnités, d'ouvrir des ports au commerce, de louer ou de céder des territoires (comme la Mandchourie extérieure, des parties du Nord-Ouest de la Chine et Sakhaline à l'empire russe, la baie de Jiaozhou à l'Allemagne, Hong Kong à la Grande-Bretagne, Zhanjiang à la France, et Taïwan et Dalian au Japon) et fait diverses autres concessions de souveraineté à des « sphères d'influence » étrangères après des défaites militaires.

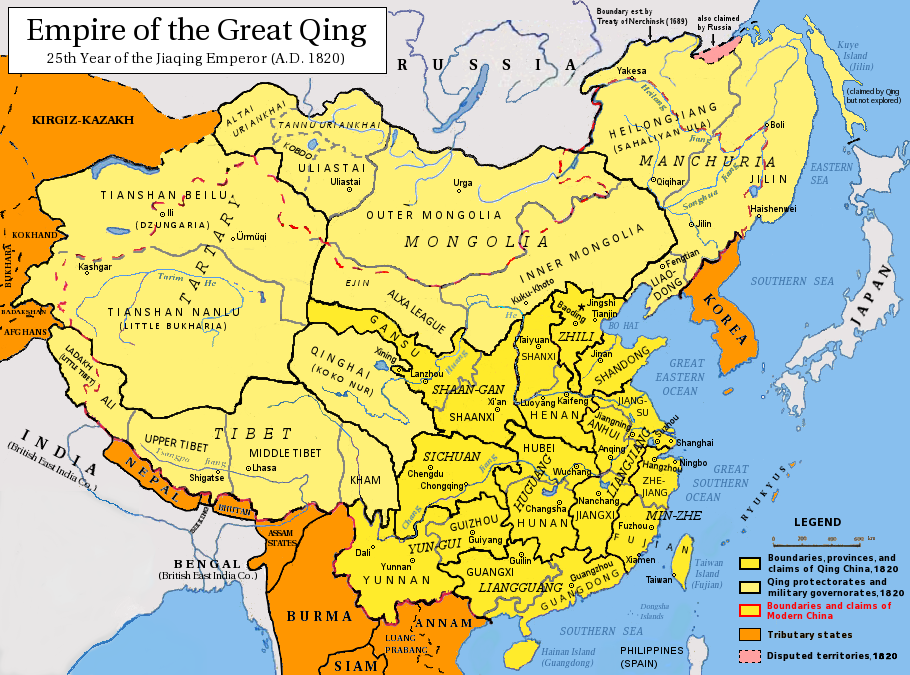
La Chine des Qing vers 1820, quand elle était considérée comme le Céleste Empire et le centre du système tributaire en Asie de l'Est.
Un navire à vapeur britannique détruisant des jonques de guerre chinoises lors de la seconde bataille de Chuanbi durant la première guerre de l'opium le 7 janvier 1841.
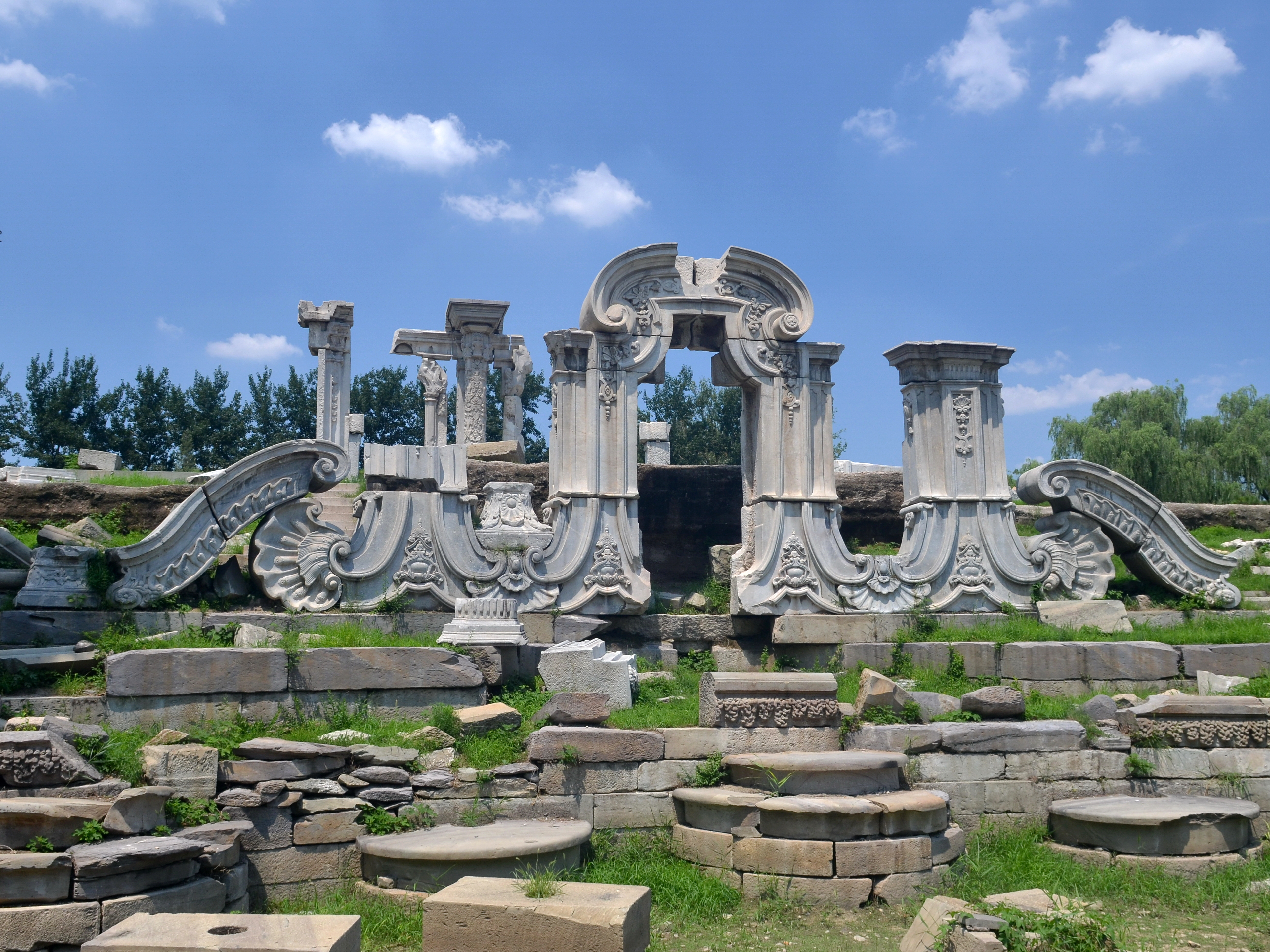
Ruines de l'ancien palais d'été, pillé et détruit par les troupes anglo-françaises pendant la deuxième guerre de l'opium en 1860.
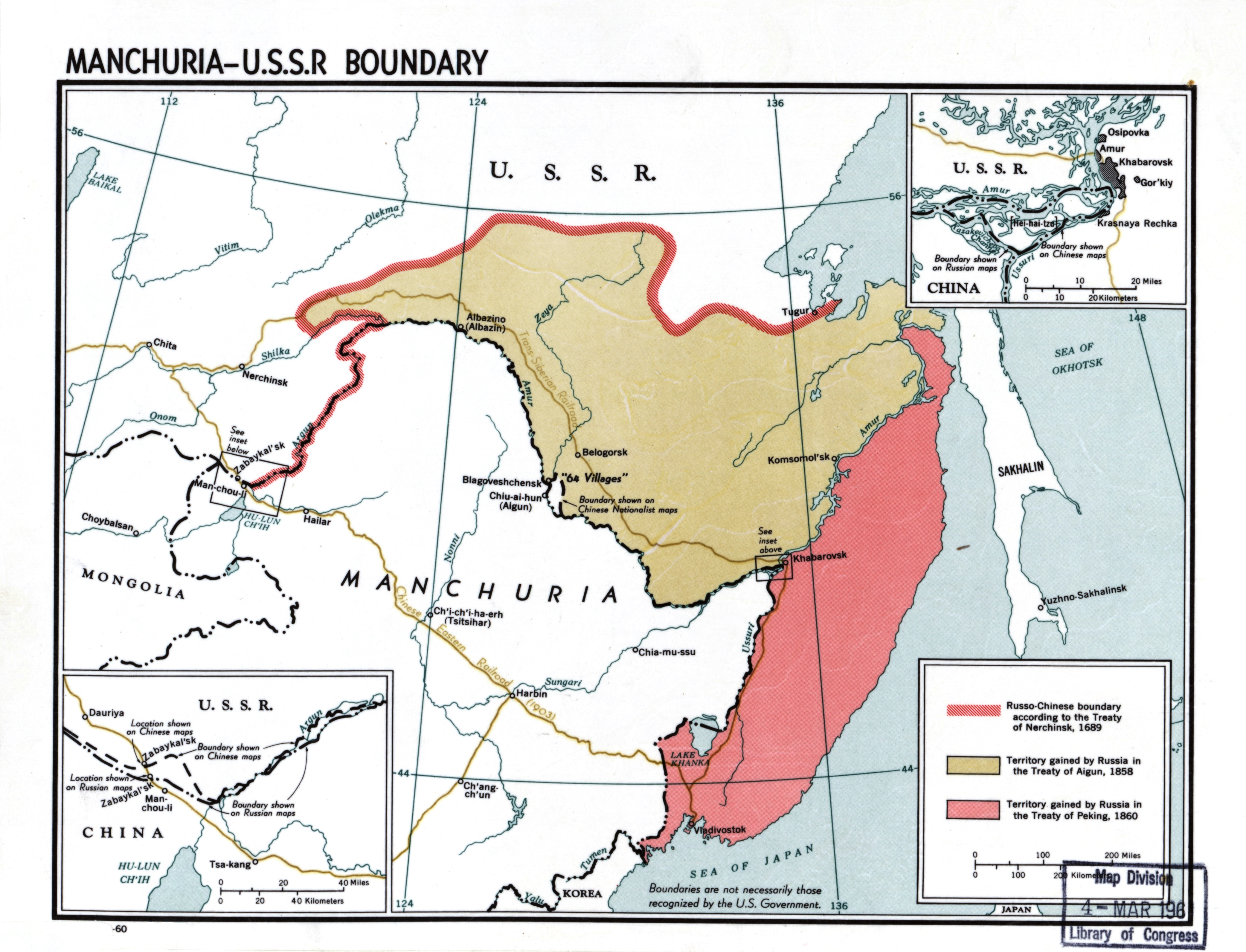
Carte montrant la perte par la Chine de la Mandchourie extérieure au profit de la Russie dans les traités d'Aïgoun de 1858 (beige) et de Pékin de 1860 (rouge).
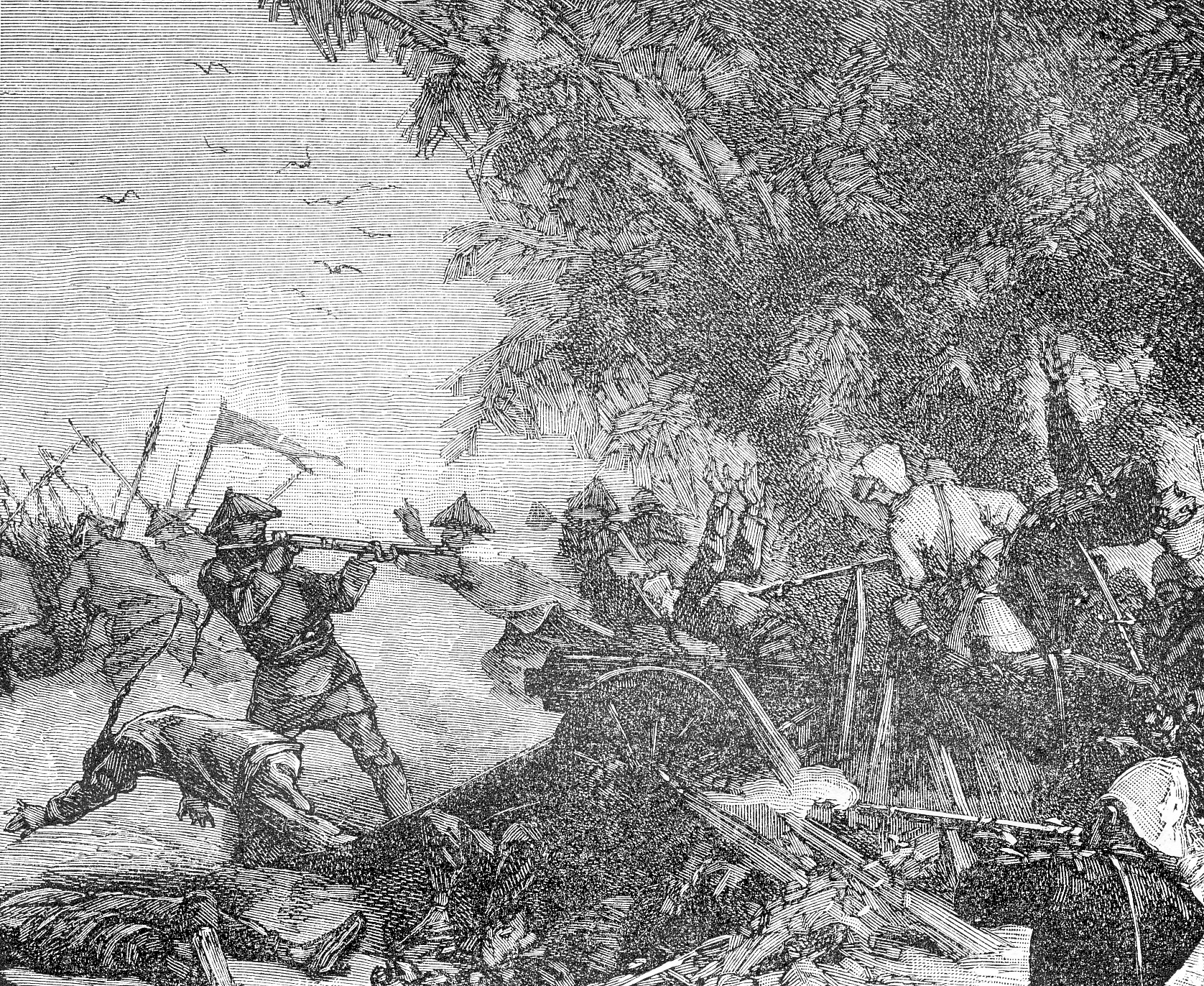
Les troupes françaises capturent un fort chinois lors de la bataille de Nui Bop durant la guerre franco-chinoise en 1885.
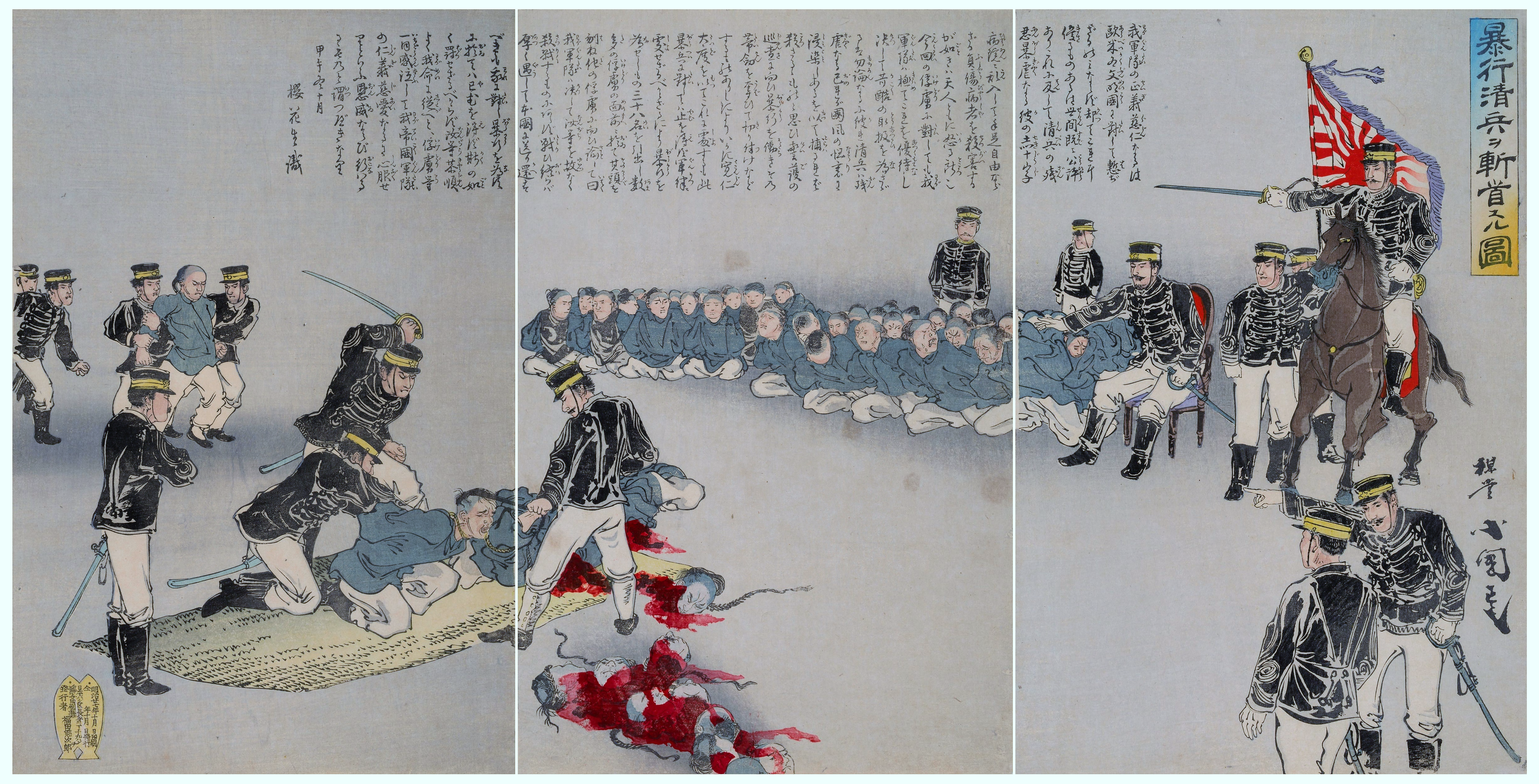
Soldats japonais décapitant des prisonniers chinois pendant la première guerre sino-japonaise en 1894.
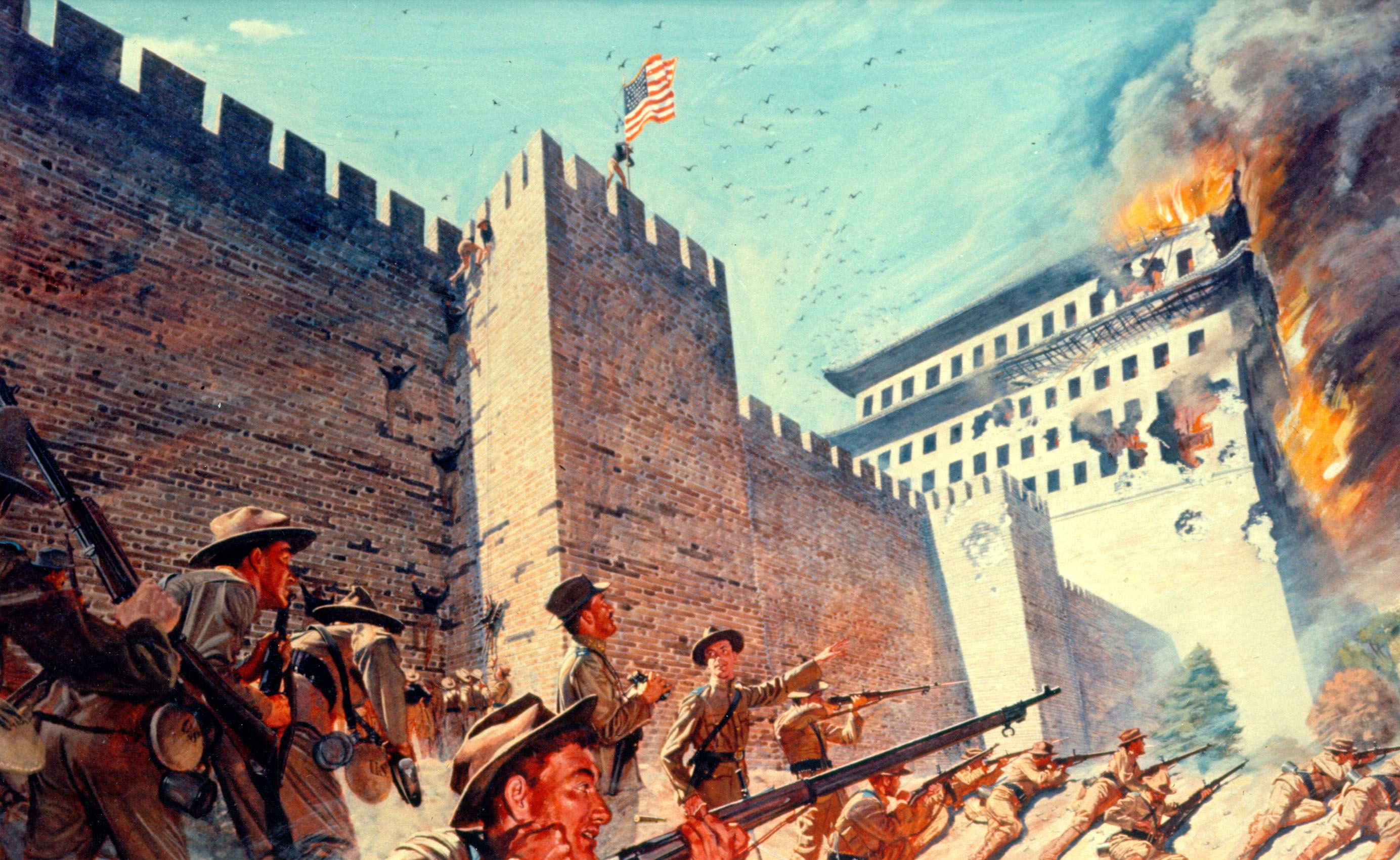
Les troupes américaines escaladent les murs de la ville de Pékin en feu pendant la révolte des Boxers en 1900.
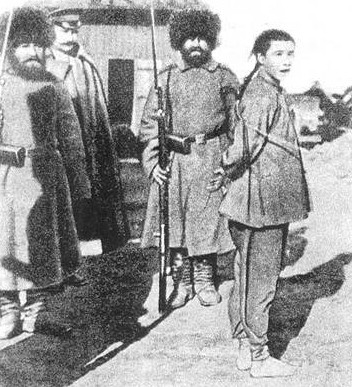
Dans les années 1900, des milliers de résidents chinois de l'ancien territoire chinois de Mandchourie extérieure sont massacrés par les forces russes.
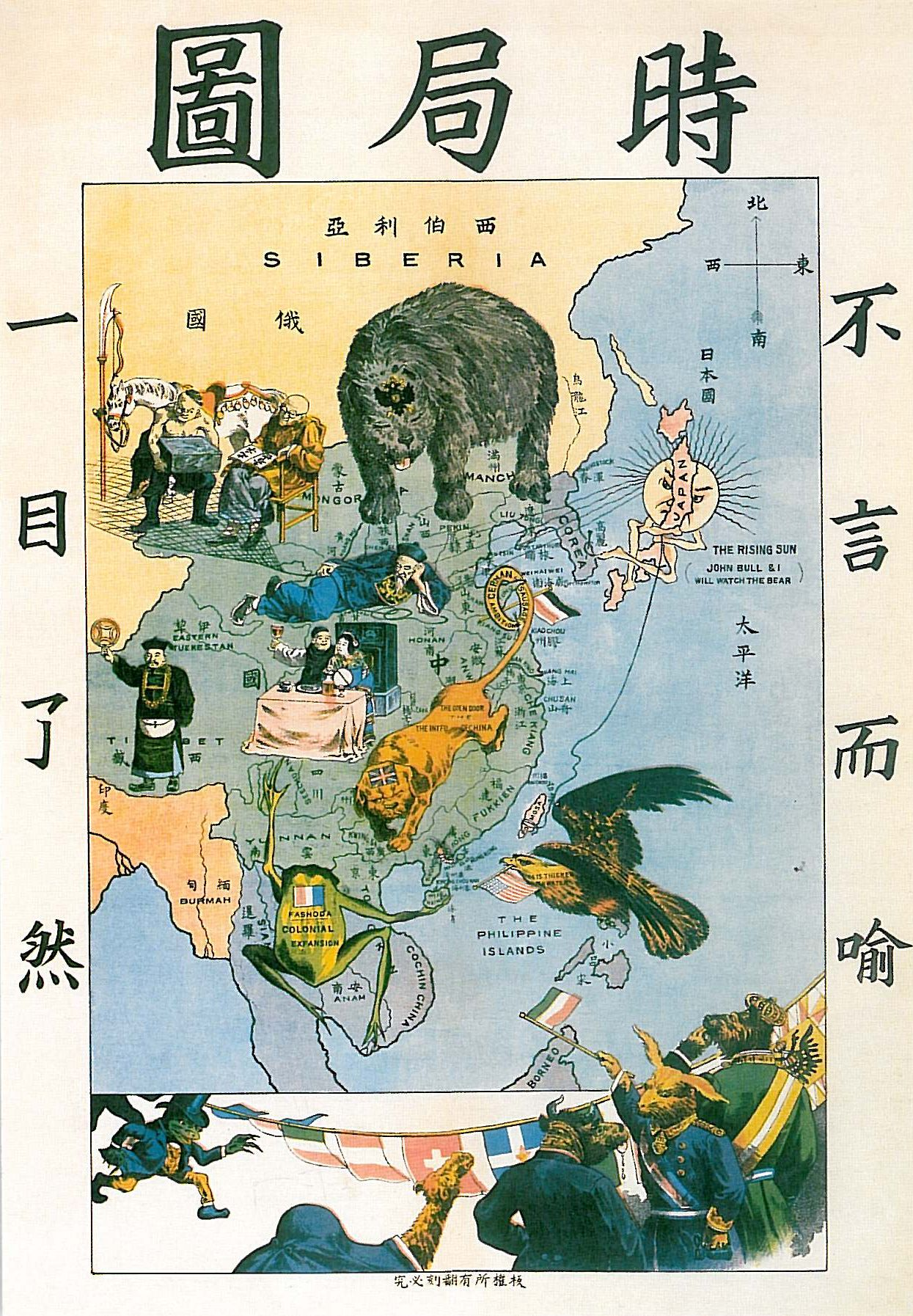
Impérialisme en 1900 : L'ours représente la Russie, le lion la Grande-Bretagne, la grenouille la France, le soleil le Japon et l'aigle les États-Unis.
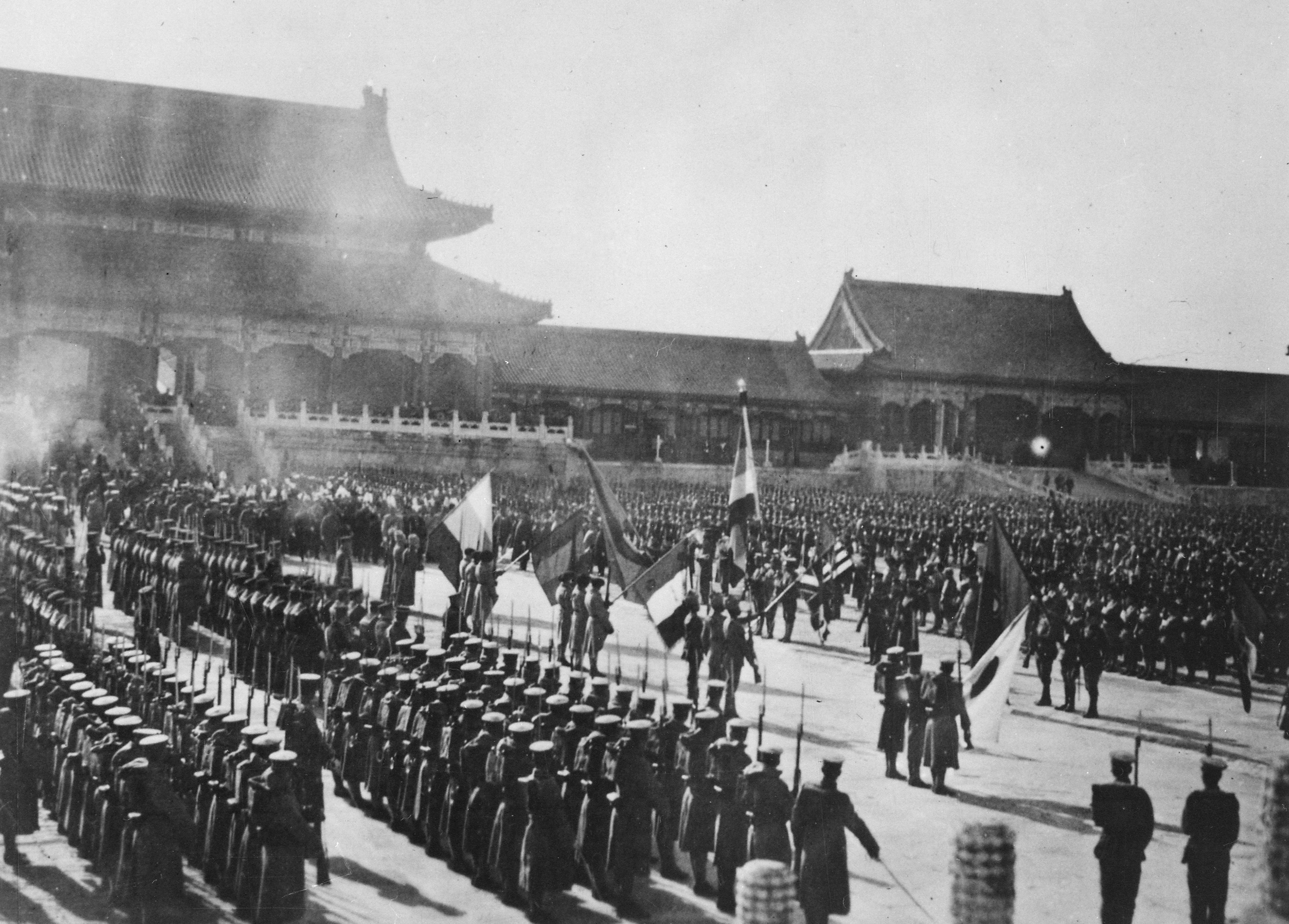
Soldats de l'Alliance des huit nations dans la Cité interdite après la suppression de la révolte des Boxers en 1900.
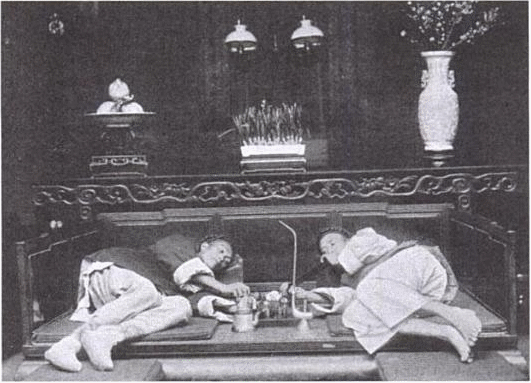
Fumeurs chinois d'opium en 1902.
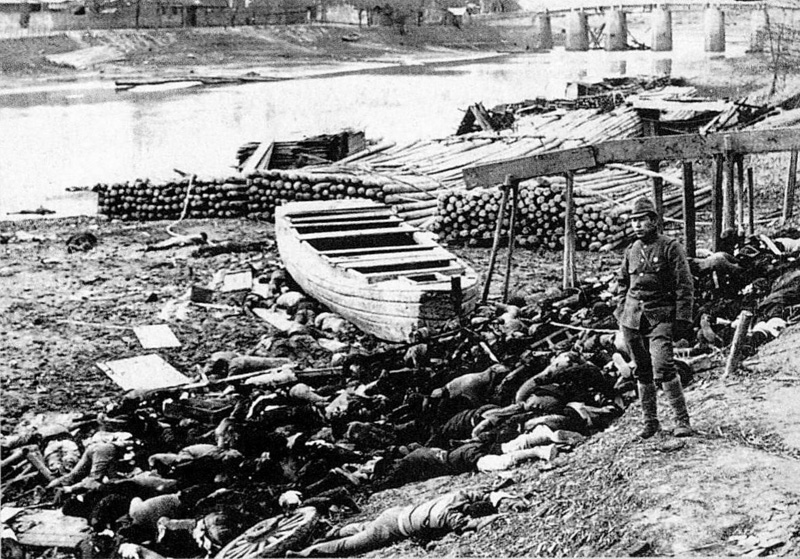
Cadavres de civils chinois tués par l'armée impériale japonaise lors du massacre de Nankin en 1937.

### Fin de l'humiliation
Déjà lors de la conclusion du protocole de paix Boxer en 1901, certaines puissances occidentales estiment avoir agi de manière excessive et que ce protocole est trop humiliant. En conséquence, le secrétaire d'État américain John Hay formule la doctrine de la porte ouverte, qui empèche les puissances coloniales de diviser directement la Chine en colonies de jure, et garantit l'accès commercial universel aux marchés chinois. Destinée à affaiblir l'Allemagne, le Japon et la Russie, elle n'est que peu appliquée et est progressivement rompue par l'arrivée de l'ère des seigneurs de la guerre chinois et les interventions japonaises. La nature semi-contradictoire de la doctrine de la porte ouverte est remarquée très tôt, car si elle préserve l'intégrité territoriale de la Chine des puissances étrangères, elle conduit également à son exploitation commerciale par ces mêmes pays. Avec l'accord Root-Takahira de 1908, les États-Unis et le Japon maintiennent la doctrine de la porte ouverte, mais d'autres facteurs (tels que les restrictions en matière d'immigration et l'attribution de la bourse d'indemnisation Boxer (en) au lieu d'être directement retournée au gouvernement Qing) conduisent à une poursuite de l'humiliation du point de vue chinois. La doctrine est finalement dissoute pendant la Seconde Guerre mondiale lorsque le Japon envahit la Chine.
La juridiction extraterritoriale et d'autres privilèges sont abandonnés par le Royaume-Uni et les États-Unis en 1943. Pendant la Seconde Guerre mondiale, la France de Vichy conserve le contrôle des concessions françaises en Chine mais est contrainte de les céder au régime collaborationniste de Wang Jingwei. L'accord franco-chinois d'après-guerre de février 1946 affirme la souveraineté chinoise sur les concessions.
Tchang Kaï-chek et Mao Zedong déclarent tous deux la fin du siècle d'humiliation au lendemain de la Seconde Guerre mondiale, avec en plus par Tchang la promotion de sa résistance pendant la guerre à la domination japonaise et la place de la Chine parmi les quatre grands Alliés victorieux en 1945, tandis que Mao déclare la création de la République populaire de Chine en 1949.
Divers hommes politiques et écrivains chinois continuent cependant à présenter les événements ultérieurs comme la véritable fin de l'humiliation, qui est de nouveau exprimée lors de la répulsion des forces des Nations Unies durant la guerre de Corée, de la rétrocession de Hong Kong à la Chine en 1997, de la réunification avec Macao en 1999, et même lors de l'organisation des Jeux olympiques d'été de 2008 à Pékin. D'autres affirment que l'humiliation ne prendra pas fin tant que la République populaire de Chine ne contrôlera pas l'île de Formose (Taïwan).
En 2021, coïncidant avec les pourparlers entre les États-Unis et la Chine en Alaska, le gouvernement chinois commence à qualifier la période de 120 ans d'humiliation, une référence au protocole de paix Boxer de 1901 par lequel la dynastie Qing fut forcée de payer d'importantes réparations aux membres de l'Alliance des huit nations.

## Implications
L'utilisation du siècle d'humiliation au sein de l'historiographie du Parti communiste chinois et du nationalisme chinois moderne, qui met l'accent sur la « souveraineté et l'intégrité du territoire [chinois] » est invoqué dans des incidents tels que le bombardement américain de l'ambassade de Chine à Belgrade, l'incident de l'île d'Hainan, et les protestations pour l'indépendance tibétaine le long du relais de la flamme olympique 2008. Certains analystes soulignent son utilisation pour détourner les critiques étrangères de la violations des droits de l'homme en Chine et l'attention nationale des problèmes de corruption et le renforcement de ses revendications territoriales et l'essor économique et politique générale,,.

## Commentaires et critiques
Jane E. Elliott critique l'allégation selon laquelle la Chine a refusé de se moderniser ou n'a pas été en mesure de vaincre les armées occidentales comme étant simpliste en notant que la Chine s'est lancée dans une modernisation militaire massive à la fin des années 1800 après plusieurs défaites, a acheté des armes aux pays occidentaux et a fabriqué les siennes dans les arsenaux comme l'arsenal de Hanyang pendant la révolte des Boxers. En outre, Elliott remet en question l'affirmation selon laquelle la société chinoise aurait été traumatisée par les victoires occidentales, car de nombreux paysans chinois (représentant alors 90% de la population) vivaient en dehors des concessions et continuaient leur vie quotidienne sans interruption et sans aucun sentiment d'« humiliation ».
Les historiens jugent que la vulnérabilité et la faiblesse de la dynastie Qing face à l'impérialisme étranger au XIXe siècle étaient principalement basées sur sa faiblesse navale maritime, mais elle a remporté des succès militaires contre les Occidentaux sur terre. L'historien Edward L. Dreyer déclare : « Les humiliations de la Chine au XIXe siècle étaient fortement liées à sa faiblesse et à son échec en mer. Au début de la première guerre de l'opium, la Chine n'avait pas de marine unifiée et n'avait pas le sentiment de sa vulnérabilité aux attaques navales. Les forces de la marine britannique naviguaient et mouillaient où elles voulaient. Durant la Seconde guerre de l'opium (1856–60), les Chinois n'avaient aucun moyen d'empêcher la marine anglo-française de naviguer dans le golfe de Bohai et de débarquer le plus près possible de Pékin. Pendant ce temps, de nouvelles armées chinoises mais pas tout à fait modernes ont réprimé les rébellions du milieu du siècle, ont  bluffé la Russie dans un règlement pacifique des frontières contestées en Asie centrale, et ont vaincu les forces françaises sur terre lors de la guerre franco-chinoise (1884-1885). Mais la défaite sur mer et la menace qui en a résulté pour le trafic de bateaux à vapeur vers Taïwan, ont forcé la Chine à conclure la paix à des conditions défavorables ».

## Utilisation similaire
Dans un discours de 2019, le ministre indien des Affaires étrangères Subrahmanyam Jaishankar utilise le terme dans un contexte local en disant : « L'Inde a connu deux siècles d'humiliation par l'Occident, ».